# Сапет

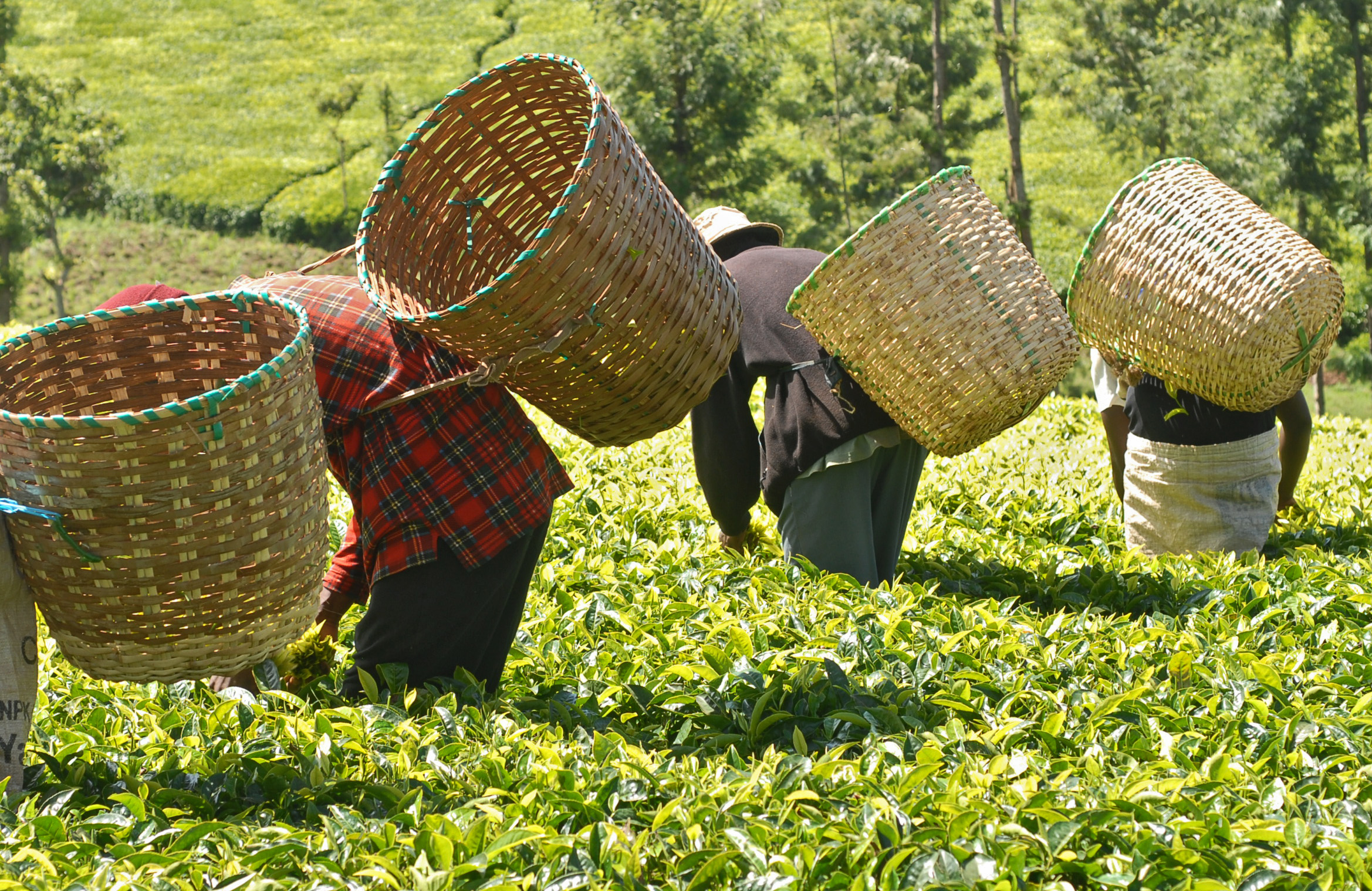
Селяни із заплічними сапетками. Кенія.

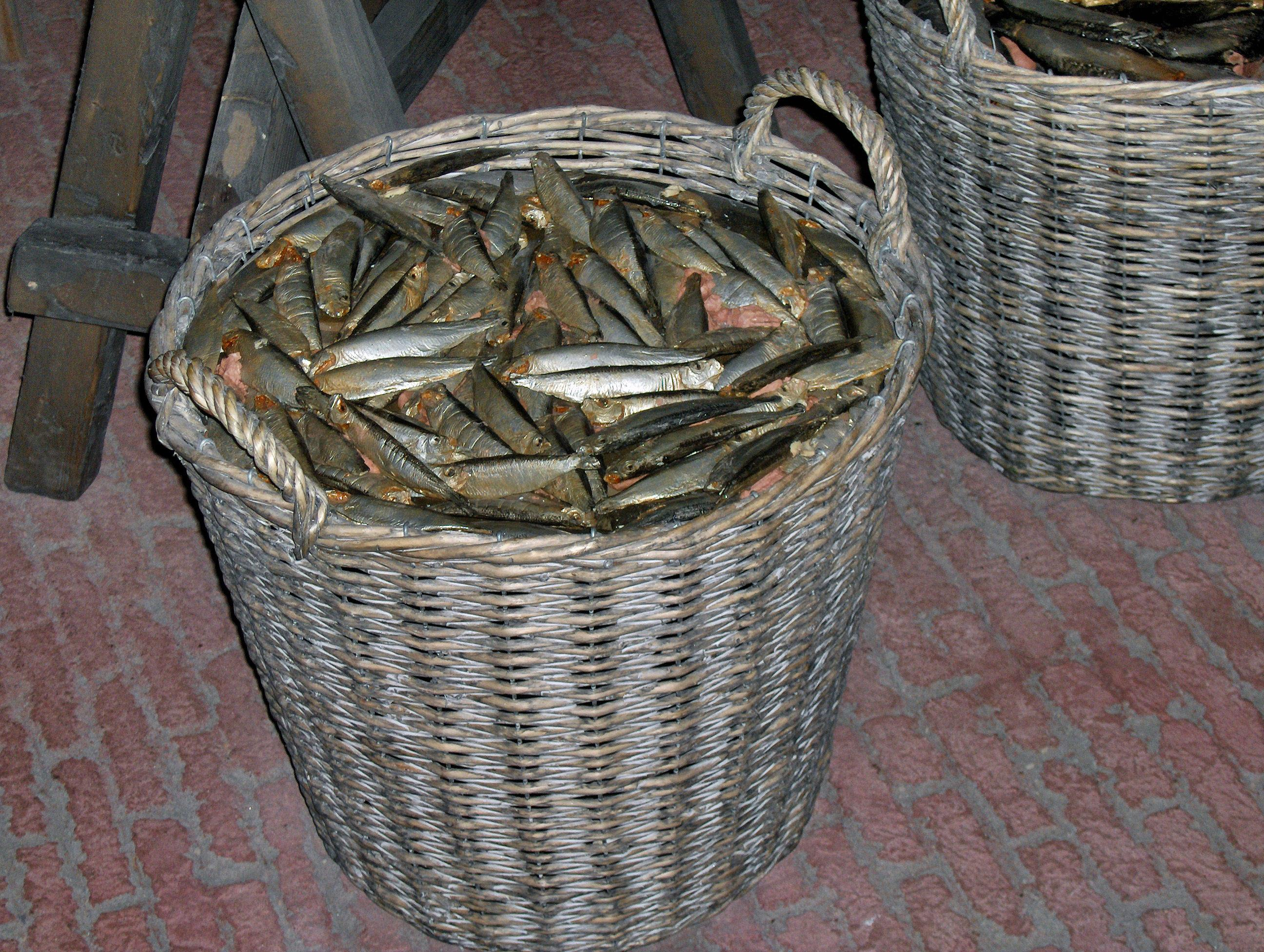
Сапетка з рибою. Бельгія.

Сапе́т (від тур. sepet, крим. sepet — «кошик») — виплетений з лози або канатів (з каркасом) вертикально видовжений кошик, який використовують для зберігання і перенесення овочів, фруктів, вуглю, сміття і та ін. Сапети відіграють роль універсального засобу для переносу ручних вантажів, були важливим атрибутом землеробського побуту. Зокрема сапети активно застосовували і застосовують під час риболовлі для тимчасового зберігання і перевезення риби, саме від назви сапет походить назва традиційного українського рибного промислу «сапетня». Маленький сапет має назву «сапетик». Сапет є предметом традиційного побуту українців і традиційної української культури.